# Pallamano Conversano
La Pallamano Conversano è una società italiana di pallamano di Conversano.
Partecipa al campionato di Serie A, massima divisione nazionale dei campionati maschili di pallamano. Con i suoi 8 scudetti, è la squadra italiana più titolata dopo la Pallamano Trieste.

## Storia

### La Fondazione e i primi campionati
L'“Handball Club Conversano” fu fondata nei primi anni settanta grazie all'opera di Gino Laruccia unita alla passione di Pino Fanelli e Mario Daniele. Conversano disputava il suo primo campionato ufficiale nel corso della stagione 1973-74 nella cosiddetta Promozione (serie C) alla quale partecipavano, per mancanza di squadre iscritte, anche alcune formazioni juniores delle squadre di serie A che allora andavano per la maggiore.

La squadra conversanese dopo soli tre anni riusciva a salire in B.

### La Serie A
Durante la stagione 1978/79 disputava il suo primo campionato di serie A; di quella squadra facevano parte tra gli altri Luigi Zito (presidente del Conversano negli anni 1999-2002, Francesco Minunni, Pasquale Corcione, Gianni Di Maggio, il capitano Pino Fanelli (allenatore in seconda durante l'era "Papillon"), Gianni D'Accolti, Mario Daniele, Lino Fanelli (il capocannoniere della squadra con oltre 105 gol alla sua prima stagione in A), Antonio Lorusso. Presidente del sodalizio era Raffaele Corcione, fino alla fusione della squadra, quando subentrerà Lovecchio.

Primo straniero (ma solo per qualche gara) il tunisino Omar Nefzi che non fu sufficiente a far salvare la squadra, che retrocedeva in B con soli 6 punti in carniere.

### La fusione con l'ACR Conversano e la spola tra A e B
Dopo un anno di calvario la squadra riusciva a centrare nuovamente la promozione al termine di uno spareggio a Roma. Nell'anno successivo altra delusione e di nuovo retrocessione in B (con 9 punti in classifica) nonostante l'acquisto del centrale jugoslavo Željko Kerum, camionista di professione, atleta per passione, un eclettico fromboliere proveniente dalla Jugoslavia. Nel frattempo, anche la seconda squadra di Conversano, l'ACR, conquistava la sua prima serie A. Anche in questo caso retrocessione inevitabile con la squadra allenata da Peppino Roscino, capace di racimolare solo 7 punti. A quel punto si decideva di voltare pagina: fra HC e ACR Conversano è fusione (troppo lo spreco di risorse economiche e di uomini per una cittadina come Conversano) e la società assume la denominazione di Pallamano Conversano con Mario Lovecchio presidente. Nel 1983 la squadra juniores vince il titolo italiano di categoria, primo in assoluto per una squadra pugliese. Nel campionato 1983-84 la Pallamano Conversano, tornata in serie A, conquistava addirittura il primo posto del girone sud classificandosi al sesto posto finale. Nella stagione 1987-88 la dolorosa retrocessione in A2, evitata per un soffio l'anno prima, in un drammatico spareggio col Fondi. Nella stagione 1989-90 ancora una caduta in serie B. Dopo solo un anno di purgatorio tra i cadetti e con la società presieduta dal giornalista Vito Scisci, la risalita in A2 e dopo una stagione interlocutoria. il pronto ritorno in A1 da allora mai più abbandonata.

### Gli anni '90
Dopo una stagione esaltante, falliva l'accesso alla finale scudetto (1992-93) piazzandosi al terzo posto. In quello stesso anno la squadra conversanese perdeva la finale di Coppa Italia con il Trieste, ma conquistava lo stesso un posto Europa, perché la compagine giuliana si aggiudicava lo scudetto e quindi optava per la Coppa Campioni. Al primo turno però, il sorteggio non sorrideva alla compagine pugliese: i danesi del GOG Gudme ponevano fine ai sogni europei di Conversano. Poi per l'intero movimento sopraggiungeva una fase di rivoluzione, il presidente Scisci lasciava e veniva sostituito nella stagione 1994-95 da Francesco Murro. La squadra raggiungeva sempre la salvezza senza particolari affanni, ma non andava oltre l'ottava posizione. Nel 1996, Paolo Martino subentrava a Murro mantenendo la squadra in A1 e reggendo la società per poco più di un biennio, sino al 1999 per poi cedere il posto a Luigi Zito. Con l'arrivo di campioni come il danese Kim Keller e del tedesco Karsten Kohlhaas la Pallamano Conversano, che nel frattempo cambia denominazione in H.C. Conversano 2001, conquista un secondo posto, miglior piazzamento di sempre e la partecipazione alla edizione 2001-2002 della Coppa EHF. L'anno successivo, 2001-2002, la Società non va oltre il 3º posto.

### I trionfi
Il 2002-2003 è l'anno dei successi: il Conversano, grazie alla sponsorizzazione della Papillon, si rilanciava prontamente costruendo una fortissima formazione composta da Lino Červar (allenatore campione del mondo con la Croazia), il portiere islandese Hrafnkelsson (soprannominato Gummi), i croati Bilić e Vori, lo svedese Thorsson, il montenegrino Blažo Lisičić e una schiera di giocatori italiani quasi tutti in nazionale. L'ultima grande rappresentante del ricco movimento del Sud puntava decisa alla conquista in un solo anno prima della Coppa Italia e poi il titolo di campioni d'Italia, accedendo, naturalmente, per il successivo anno 2003-2004, alla Champions League.
Il successo dell'anno appena trascorso si ripeteva in quello successivo: l'A.S. Conversano 2003 - che nel frattempo aveva perduto la sponsorizzazione di Papillon - diventava nuovamente campione d'Italia. Il nuovo sodalizio aveva come presidente Mario Pascale. La Pallamano Conversano ci riprovava nel 2004/2005, ma in una semifinale al cardiopalma contro il Trieste la formazione pugliese veniva esclusa dalla finale Scudetto. In compenso, però poteva sfoggiare il tricolore sulla maglia della formazione giovanile Under 21. Nella stagione 2005-2006, la Pallamano Conversano con la nuova presidenza di Vito Scisci (già Presidente dieci anni prima) conquistava non solo la Coppa Italia 2006, giocata a Bologna, ma anche il suo terzo tricolore e la prima "Supercoppa Italiana", entrando nella storia dello sport italiano.
Nella stagione 2006-2007, la Pallamano Conversano si ferma alle Semifinali Scudetto, perdendo in Gara 3 contro il Bologna United e finisce al quarto posto. Un'altra delusione deriva inoltre dalla Coppa Italia, in cui la squadra si ferma ai quarti di finale con i "cugini" della Polisportiva Junior Fasano. La squadra della stagione 2008-2009 ha chiuso la regolar season al primo posto, raggiunge la finale dei play off scudetto con tutti i favori del pronostico, ma perde contro l'Italgest Casarano e sfuma il quarto scudetto. Si aggiudica la terza Coppa Italia della storia sul nuovo campo di Teramo battendo per 33-24 l'Italgest Casarano.
La stagione 2009-10 si apre con la vittoria della Supercoppa Italiana, conquistata battendo i rivali dell'Italgest Casarano per 25-24 in una sfida con finale da cardiopalma deciso da un errore dai 7 metri dell'ex conversanese Kokuca. Battendo per 30-26 l'Albatro Siracusa si è aggiudicato la sua quarta Coppa Italia. Successivamente, l'11 maggio 2010, conquista con un netto 3 a 0 il suo quarto scudetto battendo in casa l'Italgest Casarano per 41-29. Nel campionato 2010-11 chiude la fase regolare al primo posto, si aggiudica la sua quinta Coppa Italia a Bressanone in una combattutissima finale con la Pallamano Noci, e battendo il Bologna si aggiudica il suo quinto tricolore. Sempre contro il Noci, a fine agosto 2011, conquista la Supercoppa italiana. La vittoria in Supercoppa rappresenta il primo trofeo vinto con la nuova denominazione di PlanetWin365 Conversano. La società, nell'estate 2011, ha infatti deciso di legare il proprio nome a quello del noto operatore austriaco di proprietà di SKS365 Group.

### La rinascita
La Supercoppa del 2012 rimane l'ultimo trofeo vinto dalla società biancoverde, che nel 2014 decide di ricominciare, cambiando il nome in Accademia Conversano 2014 e cambiando anche diverse cose. Innanzitutto il nuovo presidente, Giuseppe Roscino, decide di affidare la panchina ad un allenatore giovane e vincente, Alessandro Tarafino. Viene promossa la scommessa sui giovani conversanesi per ripartire e in pochi anni il Conversano torna ad essere protagonista. Dalla stagione 2015-2016 il Conversano diventa una delle potenze del girone C della Serie A, qualificandosi per tre anni di fila ai playoff scudetto e centrando nel 2017-2018 la finale scudetto, poi persa nel derby contro la Junior Fasano.
Nella stagione 2018-2019 termina la stagione regolare al terzo posto e manca l'accesso alla finale scudetto per opera della Pallamano Pressano. Durante la stagione 2019-2020 si conferma sempre nelle prime posizioni, concludendo il girone d'andata in prima posizione in coabitazione con Siena. A causa della Pandemia di COVID-19 in Italia il campionato viene chiuso alla ventesima giornata, con il Conversano in prima posizione e senza la disputa dei playoff per l'assegnazione dello scudetto. Questa posizione in classifica permette al club pugliese di disputare la Supercoppa 2020 contro il Bolzano: il 19 dicembre 2020 dopo otto anni, il Conversano torna a vincere un trofeo, e lo fa ai rigori, con il portiere Di Giandomenico che para i decisivi sette metri a Martin Sonnerer e Dean Turković. La stagione 2020-2021 si rivelerà poi trionfale, con la vittoria della Coppa Italia in finale contro Cassano Magnago a febbraio e il ritorno alla vittoria del campionato dopo dieci stagioni, concludendo con un distacco di tredici punti dalle seconde classificate.
Nella stagione 2021-2022 Conversano si conferma ad alti livelli: a settembre conquista la quinta Supercoppa italiana ai danni del Cassano Magnago. Dopo nove anni inoltre, torna a disputare una coppa europea, la European Cup: al secondo turno vince entrambi gli incontri contro i bosniaci dello Sloga Doboj e si qualifica al terzo turno, dove l'urna di Vienna mette i pugliesi contro futuri campioni della competizione, i norvegesi del Nærbø. L'andata a Conversano premia i padroni di casa per 27-25; al ritorno tuttavia, la miglior tradizione si fa sentire e il Nærbø ribalta il risultato dell'andata vincendo 31-27. La prima parte di campionato si conclude con il quarto posto, che in ottica Coppa Italia complica il cammino dei pugliesi. Agli ottavi di finale è infatti il Brixen a dar filo da torcere, portando la sfida ai rigori: Di Giandomenico para il rigore decisivo su Čutura e permette a Conversano di giocarsi la semifinale contro i cugini del Fasano. Semifinale senza storia con Conversano che si regala la finale con un comodo +10 (28-18 in favore dei baresi). In finale c'è il Sassari, alla prima finale di Coppa della sua storia. Forte del nuovo acquisto, il gabonese Tabanguet, la squadra sarda prende il comando della partita, chiudendo il primo tempo sul +4. Al termine dei 60' il punteggio sarà di 28-28 e ulteriori due tempi supplementari non basteranno per decidere la vincente. Alla lotteria dei rigori sbagliano in tanti, ma l'errore decisivo è quello di Nelson, che consegna la coppa al Sassari.
La seconda parte di campionato vedrà un Conversano più sciolto raggiungere la prima posizione a pari merito con Fasano: alla fine sarà secondo posto in quanto negli scontri diretti ha la differenza reti migliore Fasano (35-33 e 25-28). In semifinale scudetto si rinnova il duello con Sassari: questa volta Conversano chiude i giochi subito, vincendo 32-27 in Sardegna e 24-23 al Pala San Giacomo. In finale Scudetto è di nuovo derby contro Fasano: Gara-1 non ha storia, in quanto Fasano priva di due uomini importanti come Vito Fovio e Riccardo Stabellini fatica a contenere le iniziative biancoverdi, e soccombe 31-24. In Gara-2 alla Zizzi di Fasano, Conversano è più volte in svantaggio, ma riesce sempre a recuperare e a pareggiare sul 28-28; all'ultimo attacco di Fasano, il tiro di Notarangelo viene murato dalla difesa, che può così festeggiare il secondo scudetto consecutivo, il settimo della storia del Conversano.

## Palasport
Il Pala San Giacomo è il palazzo dello sport della città di Conversano. Adatto a tutte le discipline che si praticano al chiuso, è utilizzato prevalentemente per il gioco della pallamano.

Ha una capienza di poco inferiore ai 4.000 posti a sedere ed è stato costruito in vista dei Giochi del Mediterraneo del 1997 tenutisi a Bari.

La gestione dell'impianto è a carico del comune di Conversano.
Il palasport si trova in via San Giacomo.
Fino al campionato 1996-97, prima dell'inaugurazione del Pala San Giacomo, le gare interne si svolgevano nel palazzetto "A. Castellaneta" conosciuto come Campo pineta.

## Palmarès

### Competizioni nazionali
- Campionato italiano di pallamano maschile: 8
2002-03, 2003-04, 2005-06, 2009-10, 2010-11, 2020-21, 2021-22, 2024-25
- Coppa Italia (pallamano maschile): 6
2002-03, 2005-06, 2008-09, 2009-10, 2010-11, 2020-21
- Supercoppa italiana (pallamano maschile): 6
2006, 2009, 2011, 2020, 2021, 2022
- Handball Trophy (pallamano maschile): 3
2006-07, 2008-09, 2009-10.

## Rosa 2025-2026

### Giocatori
| N° | Naz.               | Ruolo | Sportivo                      | Anno | Alt. | Peso |
| -- | ------------------ | ----- | ----------------------------- | ---- | ---- | ---- |
| 2  | Croazia (bandiera) | T     | Marko Ćurčić                  | 1992 | 192  | 95   |
| 10 | Italia (bandiera)  | C     | Ignazio Degiorgio             | 1999 | 182  | 76   |
| 12 | Italia (bandiera)  | P     | Pasqualino Di Giandomenico    | 1994 | 192  | 105  |
| 13 | Italia (bandiera)  | A     | Demis Radovčić                | 1988 | 182  | 85   |
| 16 | Italia (bandiera)  | P     | Francesco Pierpaolo Scarcelli | 2005 | 195  | 92   |
| 18 | Italia (bandiera)  | PV    | Endrit Iballi                 | 1998 | 190  | 103  |
| 19 | Italia (bandiera)  | C     | Massimiliano Possamai         | 2001 | 188  | 90   |
| 21 | Italia (bandiera)  | T     | Camillo Di Mascio             | 2005 | 192  | 84   |
| 23 | Serbia (bandiera)  | C     | Mirko Djurović                | 2000 | 190  | 96   |
| 24 | Italia (bandiera)  | A     | Daniele De Luca               | 2002 | 172  | 68   |
| 27 | Italia (bandiera)  | A     | Gabriele Iachemet             | 2002 | 176  | 74   |
| 29 | Italia (bandiera)  | A     | Gabriele Saitta               | 1998 | 182  | 75   |
| 30 | Italia (bandiera)  | PV    | Efrem Saccardo                | 2006 | 185  | 98   |
| 33 | Italia (bandiera)  | PV    | Jacopo Lupo                   | 1995 | 188  | 100  |
| 36 | Serbia (bandiera)  | T     | Mihailo Šljukić               | 2001 | 197  | 106  |

### Staff Tecnico
- Allenatore:  Alessandro Tarafino
- Vice Allenatore:  Esteban Alonso
- Collaboratore Tecnico:  Giuseppe Fanelli
- Allenatore Portieri:  Leonardo Lopasso
- Preparatore Atletico:  Patrizio Pacifico
- Direttore Sportivo:  Giorgio Fantasia

## Allenatori e presidenti

### Allenatori
- 1973-1997 ???
- 1997-1998  Giuseppe Fanelli
- 1998-1999  Giuseppe Fanelli (1ª-15ª giornata)

 Pasquale Realmonte (16ª-26ª)
- 1999-2000  Bojan Levstik
- 2000-2001  Dragan Ivanišević
- 2001-2002  Milomir Mijatović
- 2002-2003  Lino Červar
- 2003-2005  Branko Dumnić (1ª-13ª giornata)

 Pasquale Corcione (13ª-19ª)
- 2005-2006  Pasquale Corcione (1ª-6ª)

 Domenico Iaia (7ª-8ª)
 Borut Maček (8ª-21ª)
- 2006-2007  Fernando Bolea (1ª-20ª)

 Alessandro Fusina (21ª-27ª)
- 2007-2008  Jovan Kovačević (1ª-5ª)

 Lars Walther (6ª-27ª)
- 2008-2009  Jesper Svensson (1ª-Finale andata dei playoff)

 Pasquale Corcione (Finale ritorno dei playoff)
- 2009-2011  Riccardo Trillini

- 2011-2012  Giuseppe Fanelli (1ª-6ª)

 Riccardo Trillini (7ª-22ª)
- 2012-2013  Francesco Trapani
- 2013-  Alessandro Tarafino

### Presidenti
- 1973-1978  Gino Laruccia
- 1978-1982  Raffaele Corcione
- 1982-1990  Mario Lovecchio
- 1990-1994  Vito Scisci
- 1994-1996  Francesco Murro
- 1996-1999  Paolo Martino
- 1999-2002  Luigi Zito
- 2002-2003  Raffaele Lorusso
- 2003-2005  Mario Pascale
- 2005-2009  Vito Scisci
- 2009-2014  Vito Stefano Latela
- 2014-  Giuseppe Roscino

## Giocatori Stranieri
- Martín Arakaki, A
- Mariano Bertolez, T
- Bruno Civelli, T
- Juan Ignacio Filipuzzi, T
- Alejandro Marinè, T
- Germán Alejandro Pardales, PT
- Juan Agustín Pauloni, A
- Leonardo Querín, T
- Gian Valentino Rossetto, A
- Federico Josè Segura, T
- Pablo Vainstein, A
- Mikhail Niazhura , PV
- Dzianis Rutenka , A
- Sedžad Abdurahmanović, C
- Dinko Dedović, C
- Arnad Hamzić, T
- Emir Šahinović, C
- Dejan Unčanin, T
- Andrè Alves Leal, T
- Pedro Henrique Hermones Silva, PT
- Uelington da Silva Ferreira, T
- Luciano Scaramelli, A
- Zvonimir Bilić, T
- Jan Jurina, PT
- Mario Maretić, T
- Goran Nimš, T
- Igor Vori, PV
- Zdravko Medić, T
- Rafael Capote, T
- Guillermo Corzo, C
- Jorge Pavan, T
- Kim Keller Christensen, C
- Michael Hoffmann, A
- Jan Paulsen, C
- Karsten Kohlhaas, T
- Kostantinos Tsilimparis, PT
- Guðmundur Hrafnkelsson, PT
- Zoran Gaćina, T
- Željko Kerum, T
- Paulius Orlovskis, T
- Željko Beharević, T
- Marko Bobičić, T
- Golub Doknić, PT
- Blažo Lisičić, T
- Jakub Ćwęika, T
- Mateusz Wróbel, T
- Luděk Drobek, T
- Roman Farár, T
- Jan Filip, A
- Kamil Heinz, T
- Petr Kust, T
- Alexandr Radčenko, C
- Tomáš Řezníček, T
- Jiri Tancoš, T
- Mircea Muraru, T
- Petru Pop, T
- Boštjan Ficko, C
- Jovica Cvetković, T
- David Gligić, PV
- Ognjen Kajganić, T
- Saša Perčević, PT
- Igor Rađenović, T
- Mihailo Stošljević, T
- Vukasin Vojvodić, A
- Jacob Nelson, T
- Pierre Thorsson, A
- Mohamed Betaieb, T
- Omar Nefzi, T
- Ryadh Souid, PV

## Rose e stagioni passate

### Rose Campioni d'Italia
- 2024-2025
- 2021-2022
- 2020-2021
- 2010-2011
- 2009-2010
- 2005-2006
- 2003-2004
- 2002-2003

## Onorificenze
- Stella di bronzo al merito sportivo, 1994